# Laocoon și fiii săi

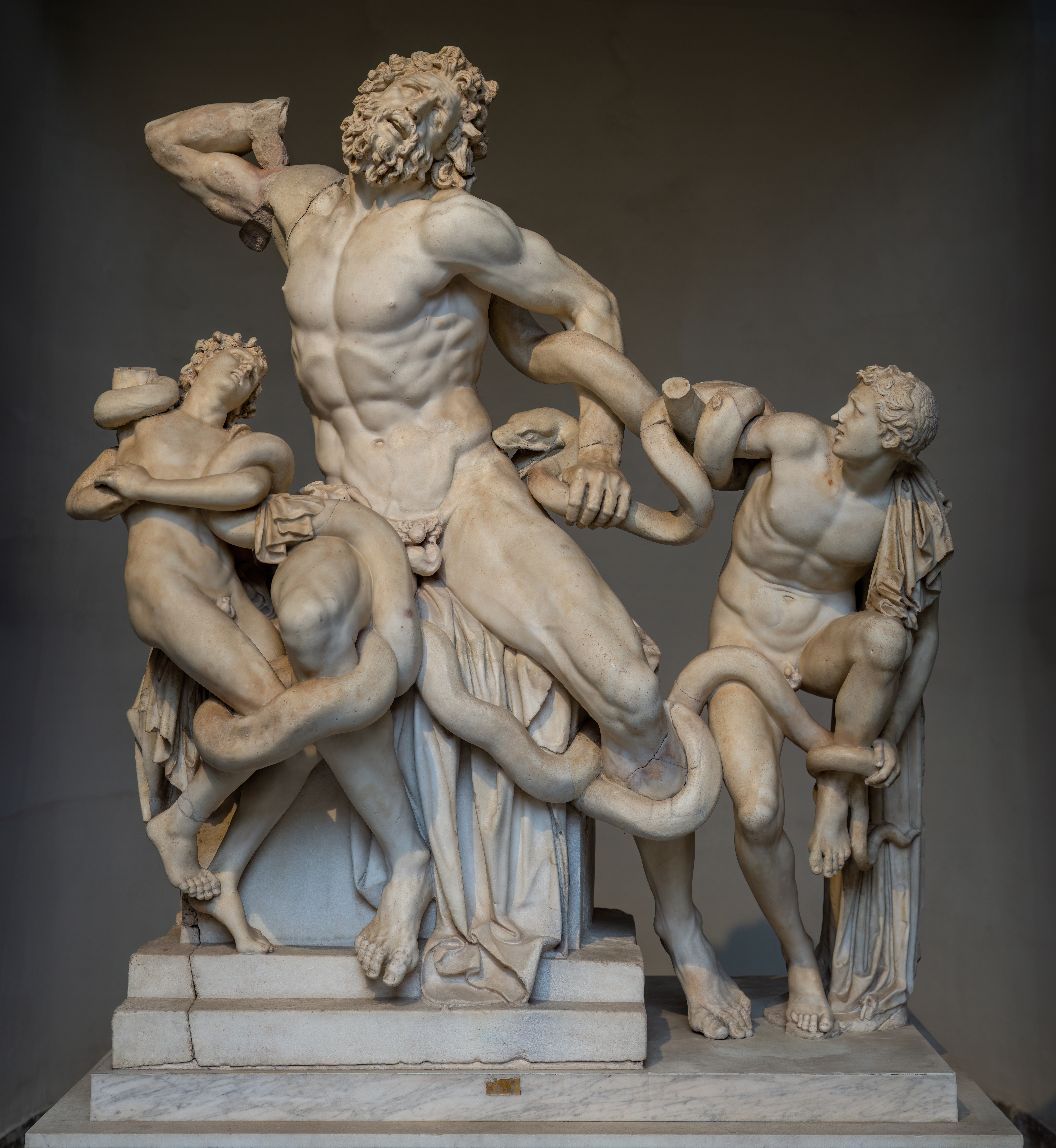
Laocoon și fiii săi

Laocoon și fiii săi este un grup statuar grec, aparținând perioadei elenistice, mai precis secolului I î.Hr. Are o înălțime de 2,42 m și este executat din marmură albă. Se găsește la Muzeul Pio-Clementino care aparține de Muzeele Vaticane din Roma.
Grupul statuar reflectă moartea preotului troian Laocoon, care a fost pedepsit de zeii Atena și Poseidon să fie strangulat de șerpii marini Porcius și Chariboea, împreună cu cei doi fii ai săi (Antiphus si Timbraeus), pentru că a atras atenția conducerii orașului Troia asupra pericolului Calului Troian. Lucrarea a fost realizată de Hagesandros, Polydoros și Athanodoros, sculptori aparținând școlii de pe insula Rodos.

## Istorie

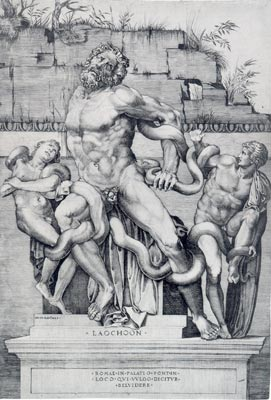
Gravură a lui Marco Dente reprezentând statuia așa cum a fost descoperită

Inițial, grupul statuar fusese cunoscut în descrierile antice, dar se credea pierdut. A fost descoperit la data de 14 ianuarie 1506 într-o podgorie apropiată de bazilica Santa Maria Maggiore din Roma, teren al cărui proprietar era Felice de Fredis și care se găsea pe colina romană Esquillin. Pe acest teren fuseseră clădite Domus Aurea (domul de aur) al lui Nero și palatul împăratului Titus. Papa Iulius al II-lea a trimis arhitectul Giuliano da Sangallo, care, împreună cu Michelangelo, a identificat sculptura ca fiind identică cu cea descrisă de autorul roman Plinius cel Bătrân în lucrarea sa enciclopedică Naturalis Historia.
Plinius cel Bătrân a scris unele comentarii pline de laudă despre opera pe care o văzuse în palatul împăratului Titus, în jurul anului 70 e.n.:
„Trebuie să fie așezată înainte de toate, nu doar înaintea artei sculpturii ci și a picturii. A fost sculptată dintr-un singur bloc de marmură de către excelenții artiști Agesandru, Athenodor și Polydor și îl reprezintă pe Laocoon, pe fiii săi și pe șerpii încolăciți în mod admirabil.”—Plinius cel Bătrân.
Când a fost descoperit, grupului statuar îi lipseau unele părți componente precum: brațele drepte ale lui Laocoon și al unuia dintre fiii săi, mâna dreaptă a celuilalt fiu și părți ale șerpilor marini. Despre starea sculpturii la data la care a fost descoperită se păstrează copii gravate de către Giovanni Antonio da Brescia, una fiind păstrată acum în Düsseldorf, Germania.
După ce s-a hotărât restaurarea grupului statuar, au existat controverse despre cum ar trebui să se refacă brațul lui Laocoon. Michelangelo a propus să se refacă brațul în poziție flectată. Artistul a realizat brațul flectat pe care însă nu l-a atașat niciodată grupului statuar, dar el este expus alături de lucrare. Pictorul Amico Aspertini a realizat, de asemenea, un desen în care mâna refăcută era tot în poziție flectată. În anul  1525, Baccio Bandinelli a realizat o copie a întregii lucrări, care se găsește la Florența în Galleria degli Uffizi. Atât Michelangelo cât și Sangallo l-au sfătuit pe Papa Iulius al II-lea să achiziționeze sculptura. Papa a și cumpărat lucrarea, după multe negocieri, cu impresionanta sumă de 600 de ducați. În 1509 Papa Iulius al II-lea a poruncit mutarea sculpturii la Vatican, alături de alte două sculpturi:  Apolo din Belvedere și Venus Felix, pe care le-a amplasat în niște nișe ale curții interioare Octogonale Belvedere care aparține de Muzeele Vaticanului. Regele Francisc I al Franței a obținut permisiunea de la papă să realizeze șabloane după sculptură; pentru aceasta a fost trimis și însărcinat Francesco Primaticcio în anul 1540. Aceste șabloane au servit la realizarea unei statui din bronz care a fost instalată în fața Palatului Fontainebleau.
Prima reconstituire a fost realizată în ceară de către Bandinelli și îl reprezenta pe Laocoon cu brațul îndoit. În 1532 grupul statuar a fost modificat de Giovanni Angelo Montorsoli, care a realizat reconstrucția din teracotă și l-a reprezentat pe Laocoon cu brațul întins. Modificarea a fost controversată, fiind criticată și de Tiziano Vecellio care realizase un desen cu Laocoon și fiii săi ca fiind trei maimuțe.
În secolul al XVIII.lea statuia a fost modificată din nou, de către sculptorul Agostino Cornachini, acesta schimbând brațul de teracotă a lui Laocoon cu unul din marmură albă și modificând brațul unuia dintre fii, modificându-i gestul, prezentându-l de asemenea întins.
În urma Tratatului de la Tolentino din 1798, grupul a fost mutat la Paris, ca pradă de război, de către armata lui Napoleon. Lucrarea a fost expusă la Luvru până în 1816 când a fost retrocedată Vaticanului.
În anul 1905, arheologul Ludwig Pollack a identificat brațul original găsindu-l într-un magazin de antichități de pe Via Labicana, Roma. Brațul avea o poziție flexionată, cum deja anticipase Michelangelo. Restaurarea finală a fost realizată între anii 1957 și 1960 și a fost condusă și supravegheată de Filippo Magi. În urma restaurării i-au fost eliminate toate urmele restaurărilor anterioare.

## Datare

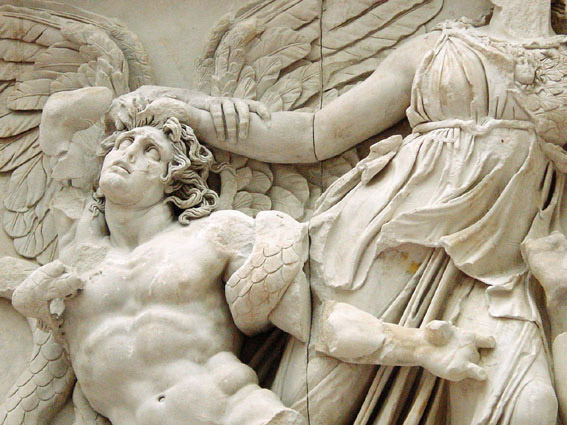
Expresia chipului lui Laocoon este foarte asemănătoare cu cea a giganților din Pergamon

Datarea lucrării este controversată, inițial crezându-se că lucrarea a fost creată în secolul I î.e.n. pentru că se găsiseră semnături ale sculptorului Atenodoro din Rodos, fiu al lui Agesandru, care a trăit în acea perioadă. Dar în 1954, Gisela Richter a semnalat că numele de Atenodoro și de Agesandru erau foarte comune în insula Rodos în acea perioadă și, plus de asta, a observat o mare asemănare între grupul statuar și o friză care reprezenta lupta dintre zei și giganți în Altarul lui Zeus din Pergamon. Mai precis, trăsăturile chipului lui Laocoon sunt foarte asemănătoare cu cele ale gigantului pe care Atena în prinsese de păr, precum și șerpii marini au echivalenții lor în Altarul lui Zeus. Din această cauză Gisella Richter l-a datat în aceeași perioadă cu acesta, în secolul II e.n.
Totuși, se observă diferențe între grupul statuar și statuile de la Pergamon: chipul lui Laocoon este mai expresiv ca cel al giganților, diferențe de tehnica modelării părului și lipsa veșmintelor în grupul statuar față de statuie de la Pergamon.
Plus de asta, s-a demonstrat că, chiar dacă mare parte din statuie a fost realizată în marmură din Rodos, unul dintre blocuri este din marmură italiană, provenită din Luni. Acest fapt nu coincide cu descrierea făcută de Plinius cel Bătrân care scrisese că a fost realizată dintr-un singur bloc de marmură. Tazartes semnalează că grupul statuar este realizat din marmură de Frigia.
De asemenea, s-a sugerat că ar putea fi o copie romană a unei lucrări elenistice realizate în bronz între secolele III și II î.e.n. sau II și I î.e.n., sau mai concret, copia unei statui din bronz de la Altarul lui Zeus din Pergamon de la jumătatea secolului II î.e.n.
Datarea în secolul II nu poate fi susținută după descoperirea ce a avut loc în anul 1957. Atunci s-au descoperit diferite fragmente ale altor cinci grupuri statuare într-o peșteră, numită Grota lui Tiberius, în municipiu Sperlonga din regiunea italiană Lazio. Grupurile reprezintă teme homerice și au fost duse în peșteră de către cetățeni romani înstăriți pentru a evita distrugerea lor de către primii creștini sau au fost cioplite special pentru acea grotă, care era folosită de Tiberius pentru banchete. Grupul statuar Ulise orbindu-l pe Polifemo poartă semnătura celor trei sculptori de pe insula Rodos menționați de Plinius, care scria:
„Athenodor, fiul lui Agesandru, și Agesandru, fiu al lui Peonius, y Polydor, fiul lui Polydor, din insula Rodos, au făcut-o”

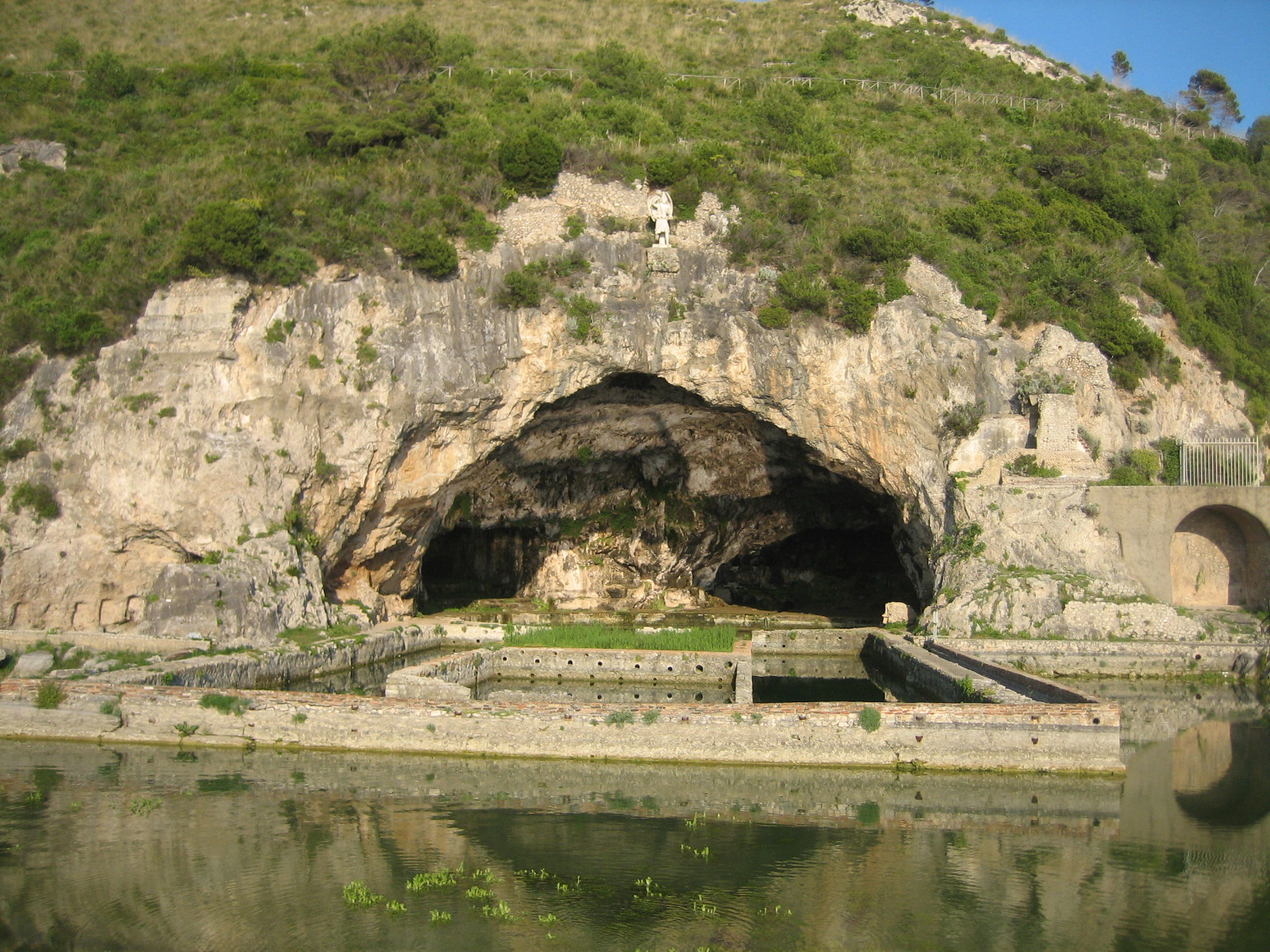
Vedere a grotei lui Tiberius

Inscripția, după părerea multor epigrafiști, ar aparține secolului I e.n., prin urmare și sculptorii care au cioplit-o au trăit în această perioadă. Atât grupul statuar Ulise cât și Laocoon ar fi putut fi făcute în acel secol pentru un mecenat roman, care ar fi putut fi însăși împăratul roman Tiberius.
În anul 2005, cercetătoarea din SUA, Lynn Catterson a ținut o conferință în care a emis ipoteza că grupul statuar ar fi o falsificare făcută de Michelangelo, realizată după datele și scrierile legate de sculptura originală. Totuși, această afirmație ignoră descoperirile din 1957 în peștera din Sperlonga, unde s-au găsit fragmente realizate în aceeași tehnică de sculptare ca și Laocoon și fiii săi

## Mitologie

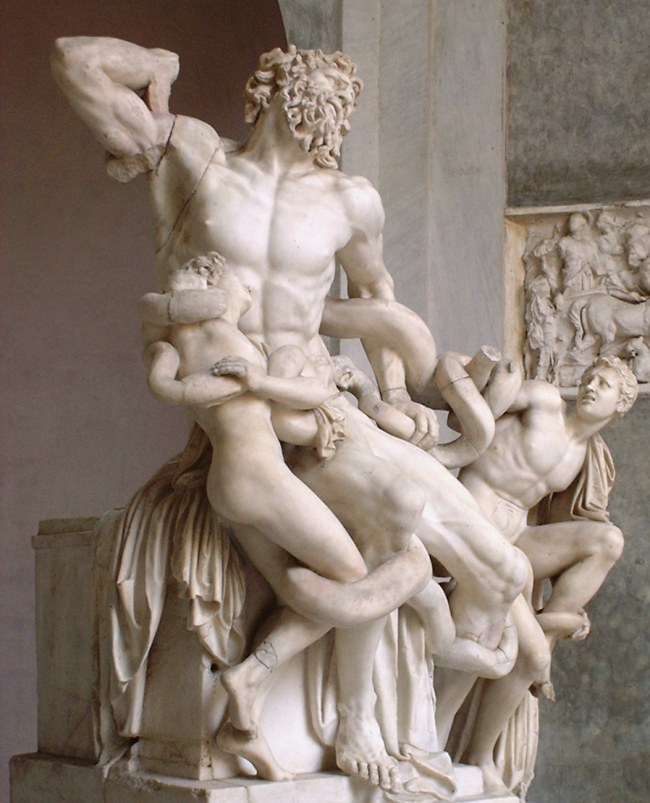
Poziție din care se observă privirea fiului, cerând ajutor tatălui

În mitologia greacă, în timpul asediului Troiei, doi șerpi au fost trimiși de către Apolo,Poseidon sau Atena ca să îl atace pe preotul troian al lui Apolo, Laocoon și pe fiii săi. Există numeroase versiuni care relatează acest episod și se crede că grupul statuar a fost bazat în relatarea lui Vergilius din Eneida, în care mureau Laocoon și fiii săi sau într-o versiune anterioară narată într-un poem pierdut din ciclul troian, respectiv în Iliupersis unde murea Laocoon și doar unul dintre fiii lui. Izvorul acestui mit ar putea fi o tragedie greacă pierdută.
Laocoon era preot în templul lui Apolo Timbreo din Troia și, precum Casandra, a anunțat cetățenii troieni că dacă lasă să intre în oraș Calul troian vor cădea într-o capcană întinsă de grecii ahei:
„Naivilor, nu vă lăsați înșelați de greci nici măcar când vă aduc daruri”—Vergilius, Eneida
Laocoon a izbutit să arunce o lance în calul de lemn, iar când troienii erau pe punctul de a distruge calul, ostașii troieni l-au adus pe Sinon care prin minciunile plănuite de Odiseu a ajuns să-l lămurească pe Priam de faptul că acel cal reprezenta o imagine sfântă a Atenei. Laocoon, în încercarea sa de a opri intrarea calului în oraș, a zis:
„Acestea sunt minciuni-strigă Laoocon-și par inventate de Odiseu. Să nu le crezi , Priam! [...] te rog, domnule, să-mi dai voie să jertfesc un taur pentru Poseidon. Și când mă voi întoarce sper să văd acest cal din lemn făcut scrum”—Graves, Mitologia greacă
Când Laocoon a început jertfirea taurului pentru Poseidon, doi șerpi marini, numiți  Porces și Caribea, sau Curisia, sau Peribea, veniți de pe insulele Tenedos și Kalidnes au ieșit din apă și i-au atacat fiii gemeni ai lui Laocoon, numiți  Atifante și Timbreo sau Melanto, încolăcindu-se în jurul trupurilor lor. Laocoon văzând acestea, le-a sărit în ajutor dar a avut aceiași soartă. Vergilius descria acest atac al șerpilor ca o pedeapsă divină pentru că Laocoon a încercat distrugerea calului. Troienii interpretaseră cele întâmplate ca un semn divin și au început să creadă în sacralitatea calului și că cele afirmate de Sinon erau adevărate. Vergilius în cea de-a două carte a Eneidei, relatează în acest fel atacul șerpilor:
„Șerpii, cu mișcări ferme, s-au aruncat către Laocoon; primul se încolăcește între fragilele trupuri ale fiilor lui, sfredelind și rupând bietele lor membre, apoi l-au doborât pe tată, care fluturând o săgeată, a sărit în ajutorul fiilor, formând deja două bucle care îi țineau strâns trunchiul și două bucle în jurul gâtului. Laocoon lovește cu pumnul ambelor mâini pentru a se desface dintre a șerpilor strânsoare în timp ce se scurge sudoare și otravă neagră, în același timp înălțând către cer înspăimântătoare sunete...”—Vergiliu, Eneida
Mai există o versiune a mitului care zice că este vorba de o pedeapsă a lui Apollo pentru că Laocoon s-a căsătorie cu Antiopa și a zămislit copii în fața statuii zeului, acest lucru fiind considerat un sacrilegiu odată ce a depus jurământul de castitate. Priam s-a gândit că moartea lui Laocoon a fost o pedeapsă pentru încercarea sa de distrugere a calului și nu pentru că acesta nu l-a respectat pe Apollo. Cu toate acestea, diferitele versiuni au afirmat că a murit doar el și unul dintre fiii săi, sau chiar, că el ar fi reușit să se salveze. De asemenea există diferența dacă episodul s-a produs în templul lui Poseidon sau al lui Apollo.

## Studiul lucrării

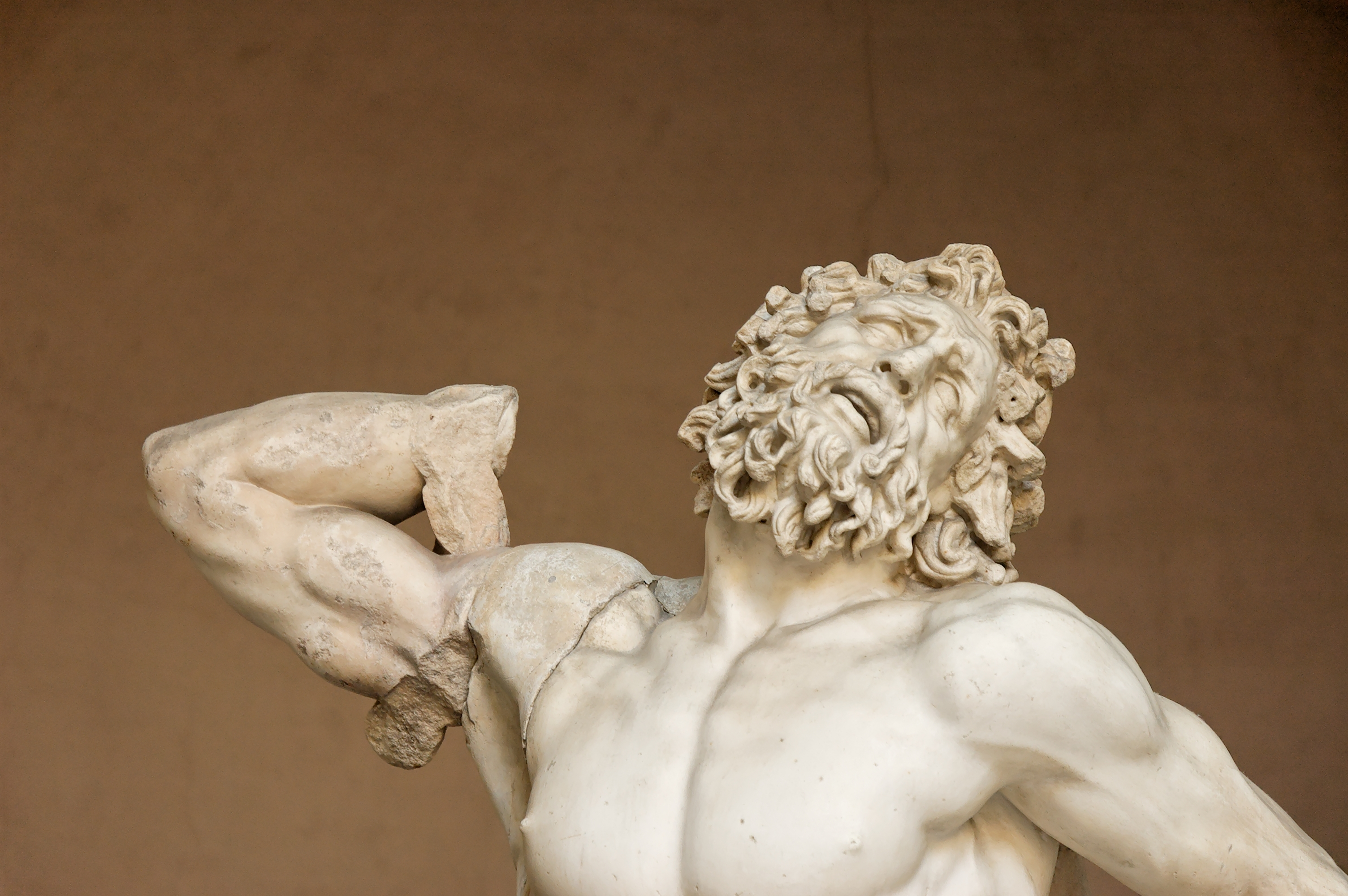
Expresivitatea chipului lui Laocoon

Lucrarea este încadrată într-o compoziție de formă piramidală, și cea mai bună poziție pentru a fi observată este cea frontală; lucrarea reprezintă emoțiile umane în cea mai adâncă și impresionantă expresie a trăirilor lui. Împreună cu Altarul lui Zeus și al Atenei din Pergamon este un exemplu de sculptură scenografică elenistică de un dramatism dus la extrem. Din Renaștere, acest grup statuar este reprezentativ artei antice și al curentului academic și baroc al artei elenistice.
Expresia de vinovăție și de mare dramatism a lui Laocoon, care face contorsiuni în agonia dureroasă, provoacă fiori. Șerpii monstruoși încolăciți în jurul celor trei, cu scopul de a-i omorî ca pedeapsă divină, leagă prin liniile lor curbe grupul statuar și conferă din punct de vedere vizual unitate. Acest fapt ajută la demonstrarea dinamicii care vrea să fie dată scenei. Există o intenție de a exagera efectul teatral al anatomiei corpurilor, și care, prin goliciunea trupurilor, este mai accentuat decât la grupul statuar din Pergamon, la care se adaugă suferința provocată lui Laocoon de previzibila moarte a fiilor săi.
Autori precum Johann Joachim Winckelmann, Johann Wolfgang von Goethe și Gotthold Ephraim Lessing au realizat schițe plecând de la grupul statuar.
Wincklemann în prima ediție a Istoriei Artei Antichității din 1764, analizează, între multe alte lucrări, și grupul statuar Laocoon și semnalează faptul că figura fiului mai mare a fost realizată separat. Îl descrie pe Laocoon ca un spectacol al naturaleței omenești supusă celei mai mari dureri pe care este cineva capabil să o suporte. Durerea îi umflă mușchii, tensionează nervii, dar pe fruntea lui se vede seninătatea sufletului. Pieptul i se înalță pentru a înlătura durerea și prin abdomenul plat se pot vedea organele interne. Fiii îl privesc sperând ajutor din partea sa iar el manifestă tandrețe părintească prin privirea blândă care se îndreaptă spre zeii din cer implorându-le ajutor. Deschiderea gurii sale are un aspect ce exprimă ataraxie sau indignare cu privire la pedeapsa divină pe care o primește și nu simte că ar merita-o. 
|  |  |  |

Lessing, în opera sa critică din 1766, numită Laocoon sau despre limitele poeziei și picturii explică că pictura și sculptura se fac cu figuri și culori în spațiu și poezia cu sunete articulate în timp.
Goethe a scris în 1798 un articol, numit Despre Laocoon, în care își manifestă nemulțumirea că artiștii l-au dezgolit pe Laocoon de preoția sa și de referințele mitologice și l-au transformat într-un tată normal cu doi fii amenințați de niște animale. Iese în evidență senzația de mișcare pe care o produce grupul statuar, care pare că și-ar schimba poziția dacă spectatorul deschide și închide ochii în mod repetat.
De asemenea, elogiază momentul ales de artiști ca de maximă intensitate: când unul dintre corpuri e atât de prins de către șerpi încât a rămas fără apărare, al doilea este rănit dar este în situația de a se apăra iar celui de-al treilea îi rămâne încă speranța că va putea fugi.
Laocoon este reprezentat într-o poziție în care reacționează în aceeași clipă când este mușcat de șold de unul dintre șerpi: își deplasează corpul spre partea opusă, își contractează abdomenul, își umflă pieptul, scoate umărul în afară și își înclină capul spre partea lezată. Picioarele sunt imobilizate și brațele în poziție de luptă constituind o puternică rezistență care însă nu pare a fi de ajuns. Este vorba despre un bărbat puternic dar care din cauza vârstei nu este în deplinătatea puterilor sale și de aceea nu este capabil să îndure multă durere.
Fiul cel mic, complet captiv, face mari eforturi pentru a se elibera însă fără nici un rezultat. Fiul cel mare, abia dacă este prins de picior dar este îngrozit și țipă văzând situația în care se află tatăl și fratele lui. Dar el încă are ocazia de a se elibera și fugi.

## Influența posterioară
Lucrarea deja avusese o mare influență în epoca descoperirii sale datorat gradului mare de perfecțiune. Artiștii Renașterii s-au simțit puternic influențați. Așadar, Michelangelo s-a inspirat din ea pentru a realiza diferite lucrări ale sale, precum unele din figurile realizate pe tavanul capelei Sixtine, îndeosebi în poziția lui Aman din pictura Ester și Aman și șarpele de bronz, doi dintre sclavii realizați la mormântul lui Iulius al II-lea și în schițele realizate pentru lucrarea Bătălia dela Cascina. Giambologna s-a inspirat din lucrare în realizarea grupului sculptural Răpirea Sabinei  (1581-1583). În pictura Parnaso realizatîă de Rafael de asemenea se observă asemănarea dintre capetele lui Laocoon și a lui Homer. Tiziano, Rubens, El Greco, William Blake și Max Ernst au făcut interpretări ale grupului statuar.
În albumul Asterix, Laurii lui Caesar (pagina 16), apre un sclav în poziția lui Laocoon cu niște funii asemănătoare șerpilor.
|  |  |  |